# Gran Premio motociclistico di Francia 1979
Il Gran Premio motociclistico di Francia fu l'ultimo appuntamento del motomondiale 1979.
Si svolse il 2 settembre 1979 a Le Mans alla presenza di oltre 130.000 spettatori, e corsero tutte le classi tranne i sidecar "tradizionali" (B2A).
Il programma della giornata iniziò con la gara della 50, vinta facilmente da Eugenio Lazzarini che si laureò anche Campione del mondo della categoria (primo italiano a riuscirci).
Seguì la 350, svoltasi sotto una pioggia intermittente dalla quale emerse vincitore il francese Patrick Fernandez.
In 125 Ángel Nieto e Guy Bertin lottarono testa a testa per tutta la gara fin quando lo spagnolo non cadde all'ultima curva, consegnando la vittoria al pilota della Motobécane.
Doppietta Kawasaki in 250; ritirato Graziano Rossi.
La gara della 500, clou della giornata, vide vincere Barry Sheene; Kenny Roberts, terzo, vinse il titolo iridato. Virginio Ferrari, che nutriva ancora qualche speranza iridata, ebbe un brutto incidente mentre cercava di rimontare dopo un "dritto": fu sbalzato dalla moto mentre frenava e finì sull'asfalto rompendosi una scapola e un gomito, oltre a perforarsi un polmone. Pessimo GP per le Honda NR 500: né Takazumi Katayama né Mick Grant riuscirono a qualificarsi, facendo segnare tempi molto più alti (circa 7 secondi in più) rispetto alle migliori Yamaha e Suzuki.
Tra i sidecar "moderni" (B2B), vittoria per Rolf Biland.

## Classe 500
36 piloti alla partenza, 20 al traguardo.

### Arrivati al traguardo
| Pos | Pilota              | Moto   | Tempo      | Punti |
| --- | ------------------- | ------ | ---------- | ----- |
| 1   | Barry Sheene        | Suzuki | 48' 06" 80 | 15    |
| 2   | Randy Mamola        | Suzuki | +2" 40     | 12    |
| 3   | Kenny Roberts       | Yamaha | +13" 89    | 10    |
| 4   | Franco Uncini       | Suzuki | +19" 71    | 8     |
| 5   | Johnny Cecotto      | Yamaha | +20" 02    | 6     |
| 6   | Philippe Coulon     | Suzuki | +20" 66    | 5     |
| 7   | Steve Parrish       | Suzuki | +56" 32    | 4     |
| 8   | Michel Rougerie     | Suzuki | +1' 14" 07 | 3     |
| 9   | John Woodley        | Suzuki | +1 giro    | 2     |
| 10  | Peter Sjöström      | Suzuki | +1 giro    | 1     |
| 11  | Seppo Rossi         | Suzuki | +1 giro    |       |
| 12  | Henk de Vries       | Suzuki | +1 giro    |       |
| 13  | Hervé Guilleux      | BUT    | +1 giro    |       |
| 14  | Gianni Rolando      | Suzuki | +2 giri    |       |
| 15  | Roberto Pietri      | Suzuki | +2 giri    |       |
| 16  | Gerhard Vogt        | Suzuki | +2 giri    |       |
| 17  | Alain Röthlisberger | Suzuki | +3 giri    |       |
| 18  | Wil Hartog          | Suzuki | +7 giri    |       |
| 19  | Willem Zoet         | Suzuki | +7 giri    |       |
| 20  | Michel Rastel       | Suzuki | +8 giri    |       |

### Ritirati
| Pilota             | Moto       | Motivo ritiro |
| ------------------ | ---------- | ------------- |
| Gustav Reiner      | Suzuki     |               |
| Giovanni Pelletier | Suzuki     |               |
| Josef Hage         | Suzuki     |               |
| Lennart Bäckström  | Suzuki     |               |
| Max Wiener         | Suzuki     |               |
| Carlo Perugini     | Suzuki     |               |
| Børge Nielsen      | Suzuki     |               |
| Virginio Ferrari   | Suzuki     | caduta        |
| Dennis Ireland     | Suzuki     |               |
| Franck Gross       | Suzuki     |               |
| Boet van Dulmen    | Suzuki     |               |
| Graziano Rossi     | Morbidelli |               |
| Sergio Pellandini  | Suzuki     |               |
| Marco Lucchinelli  | Suzuki     |               |

### Non qualificati
| Pilota                | Moto   |
| --------------------- | ------ |
| Mick Grant            | Honda  |
| Takazumi Katayama     | Honda  |
| Carlos de San Antonio | Suzuki |
| Kenny Blake           | Yamaha |
| Bosse Granath         | Yamaha |
| Wong-Kwong King       | Suzuki |

## Classe 350

### Arrivati al traguardo
| Pos | Pilota             | Moto          | Tempo     | Punti |
| --- | ------------------ | ------------- | --------- | ----- |
| 1   | Patrick Fernandez  | Yamaha        | 48' 12" 0 | 15    |
| 2   | Roland Freymond    | Yamaha        | +5" 1     | 12    |
| 3   | Walter Villa       | Yamaha        | +17" 0    | 10    |
| 4   | Hervé Guilleux     | BUT-Yamaha    | +21" 8    | 8     |
| 5   | Kork Ballington    | Kawasaki      | +46" 0    | 6     |
| 6   | Michel Rougerie    | Bimota-Yamaha | +1' 14" 8 | 5     |
| 7   | Paolo Pileri       | RTM           | +1' 30" 6 | 4     |
| 8   | Jeffrey Sayle      | Yamaha        | +1 giro   | 3     |
| 9   | Joey Dunlop        | Yamaha        | +1 giro   | 2     |
| 10  | Alan North         | Yamaha        | +1 giro   | 1     |
| 11  | Olivier Chevallier | Yamaha        | +1 giro   |       |
| 12  | Tony Head          | Yamaha        | +1 giro   |       |
| 13  | Jean-Marc Toffolo  | Armstrong     | +2 giri   |       |
| 14  | Sauro Pazzaglia    | Yamaha        | +3 giri   |       |
| 15  | Massimo Matteoni   | Yamaha        | +5 giri   |       |
| 16  | Patrick Pons       | Yamaha        | +7 giri   |       |

### Ritirati
| Pilota            | Moto      | Motivo ritiro |
| ----------------- | --------- | ------------- |
| Sadao Asami       | Yamaha    |               |
| Jon Ekerold       | Yamaha    |               |
| Anton Mang        | Kawasaki  |               |
| Michel Frutschi   | Yamaha    |               |
| Jacques Bolle     | Yamaha    |               |
| Edi Stöllinger    | Kawasaki  |               |
| Éric Saul         | Adriatica | caduta        |
| Bengt Elgh        | Yamaha    |               |
| Eero Hyvärinen    | Yamaha    |               |
| Pekka Nurmi       | Yamaha    |               |
| Chas Mortimer     | Yamaha    |               |
| Gregg Hansford    | Kawasaki  |               |
| Pentti Korhonen   | Yamaha    |               |
| Etienne Geeraerdt | Yamaha    |               |
| Richard Hubin     | Yamaha    |               |
| Murray Sayle      | Yamaha    |               |
| Christian Estrosi | Kawasaki  |               |
| Max Wiener        | Yamaha    |               |
| Graeme McGregor   | Yamaha    |               |
| Åke Grahn         | Yamaha    |               |

### Non partito
| Pilota              | Moto   |
| ------------------- | ------ |
| Patrick de Radiguès | Yamaha |

### Non qualificati
| Pilota         | Moto   |
| -------------- | ------ |
| Arturo Venanzi | Yamaha |
| Alain Béraud   | Yamaha |
| Pierre Tocco   | Yamaha |
| Barry Woodland | Yamaha |
| Hubert Rigal   | Yamaha |

## Classe 250
35 piloti alla partenza, 21 al traguardo.

### Arrivati al traguardo
| Pos | Pilota              | Moto      | Tempo      | Punti |
| --- | ------------------- | --------- | ---------- | ----- |
| 1   | Kork Ballington     | Kawasaki  | 41' 52" 60 | 15    |
| 2   | Gregg Hansford      | Kawasaki  | +26" 57    | 12    |
| 3   | Patrick Fernandez   | Yamaha    | +40" 14    | 10    |
| 4   | Randy Mamola        | Yamaha    | +52" 22    | 8     |
| 5   | Anton Mang          | Kawasaki  | +52" 86    | 6     |
| 6   | Jean-François Baldé | Kawasaki  | +55" 21    | 5     |
| 7   | Éric Saul           | Adriatica | +55" 54    | 4     |
| 8   | Olivier Chevallier  | Yamaha    | +1' 12" 86 | 3     |
| 9   | Richard Hubin       | Yamaha    | +1' 23" 90 | 2     |
| 10  | Roland Freymond     | Yamaha    | +1' 24" 18 | 1     |
| 11  | Raymond Roche       | Yamaha    | +1' 31" 96 |       |
| 12  | Jean Lafond         | Yamaha    | +1' 47" 00 |       |
| 13  | Sauro Pazzaglia     | Yamaha    | +1 giro    |       |
| 14  | Edi Stöllinger      | Kawasaki  | +1 giro    |       |
| 15  | Alan North          | Yamaha    | +1 giro    |       |
| 16  | Jean-Jacques Peyre  | Yamaha    | +1 giro    |       |
| 17  | Lennart Bäckström   | Yamaha    | +1 giro    |       |
| 18  | Christian Berthod   | Yamaha    | +1 giro    |       |
| 19  | Barry Woodland      | Yamaha    | +1 giro    |       |
| 20  | Murray Sayle        | Yamaha    | +3 giri    |       |
| 21  | Walter Villa        | Yamaha    | +6 giri    |       |

### Ritirati
| Pilota            | Moto       | Motivo ritiro |
| ----------------- | ---------- | ------------- |
| Sadao Asami       | Yamaha     |               |
| Jon Ekerold       | Yamaha     |               |
| Guy Bertin        | Yamaha     |               |
| Christian Estrosi | Kawasaki   |               |
| Hans Müller       | Yamaha     |               |
| Chas Mortimer     | Yamaha     |               |
| Philippe Barbera  | Yamaha     |               |
| Jacques Bolle     | Yamaha     |               |
| Eilert Lundstedt  | Yamaha     |               |
| René Delaby       | Yamaha     |               |
| Eero Hyvärinen    | Yamaha     |               |
| Graziano Rossi    | Morbidelli | caduta        |
| Graeme McGregor   | Yamaha     |               |
| Tony Head         | Yamaha     |               |

### Non partito
| Pilota       | Moto   |
| ------------ | ------ |
| Paolo Pileri | Yamaha |

### Non qualificati
| Pilota               | Moto   |
| -------------------- | ------ |
| Philippe Roussel     | Yamaha |
| Jeffrey Sayle        | Yamaha |
| Pierre-Etienne Samin | Yamaha |
| Bengt Elgh           | Yamaha |
| Åke Grahn            | Yamaha |
| Josef Hage           | Yamaha |
| Clive Horton         | Yamaha |
| Pentti Korhonen      | Yamaha |

## Classe 125
35 piloti alla partenza, 18 al traguardo.

### Arrivati al traguardo
| Pos | Pilota                 | Moto          | Tempo     | Punti |
| --- | ---------------------- | ------------- | --------- | ----- |
| 1   | Guy Bertin             | Motobécane    | 40' 59" 4 | 15    |
| 2   | Ricardo Tormo          | Bultaco       | +14" 9    | 12    |
| 3   | Pier Paolo Bianchi     | Minarelli     | +15" 4    | 10    |
| 4   | Bruno Kneubühler       | MBA           | +19" 0    | 8     |
| 5   | Thierry Noblesse       | Morbidelli    | +27" 5    | 6     |
| 6   | Hans Müller            | MBA Elit      | +32" 4    | 5     |
| 7   | Jean-Louis Guignabodet | Morbidelli MG | +39" 3    | 4     |
| 8   | Maurizio Massimiani    | MBA           | +39" 5    | 3     |
| 9   | August Auinger         | Morbidelli    | +40" 9    | 2     |
| 10  | Stefan Dörflinger      | Morbidelli    | +1' 10" 1 | 1     |
| 11  | Clive Horton           | Morbidelli    | +1' 16" 5 |       |
| 12  | Marc-Anton Constantin  | Morbidelli    | +1' 23" 0 |       |
| 13  | Paul Bordes            | Morbidelli    | +1 giro   |       |
| 14  | Pierluigi Aldrovandi   | MBA           | +1 giro   |       |
| 15  | Ángel Nieto            | Minarelli     | +1 giro   |       |
| 16  | Jean-Claude Selini     | MBA           | +1 giro   |       |
| 17  | Marcelino García       | Morbidelli    | +1 giro   |       |
| 18  | Alain Isabelli         | MBA           | +1 giro   |       |

### Ritirati
| Pilota              | Moto       | Motivo ritiro |
| ------------------- | ---------- | ------------- |
| Peter Looijesteijn  | MBA        |               |
| François Granon     | Morbidelli |               |
| Gianpaolo Marchetti | MBA        |               |
| René Rénier         | Morbidelli |               |
| Michel Galbit       | Morbidelli |               |
| Matti Kinnunen      | MBA        |               |
| Eugenio Lazzarini   | Morbidelli |               |
| Per-Edvard Carlsson | MBA        |               |
| Henk van Kessel     | AGV-Condor |               |
| Harald Bartol       | Morbidelli |               |
| Gert Bender         | Bender     |               |
| Patrick Hérouard    | Morbidelli |               |
| Johnny Wickström    | Morbidelli |               |
| Patrick Plisson     | Morbidelli |               |
| Rolf Blatter        | Morbidelli |               |
| Theo Timmer         | MBA        |               |
| Walter Koschine     | Fantic     |               |

### Non qualificati
| Pilota        | Moto       |
| ------------- | ---------- |
| Stefan Jansen | Morbidelli |
| Jan Huberts   | MBA        |
| Daniel Meyer  | Morbidelli |
| Yves Dupont   | Morbidelli |
| Claude Gorry  | Morbidelli |
| Reiner Koster | MBA        |
| Chris Baert   | Morbidelli |

## Classe 50

### Arrivati al traguardo
| Pos | Pilota             | Moto         | Tempo     | Punti |
| --- | ------------------ | ------------ | --------- | ----- |
| 1   | Eugenio Lazzarini  | Kreidler     | 32' 40" 8 | 15    |
| 2   | Stefan Dörflinger  | Kreidler     | +9' 8     | 12    |
| 3   | Rolf Blatter       | Kreidler     | +20" 2    | 10    |
| 4   | Henk van Kessel    | Sparta       | +24" 3    | 8     |
| 5   | Reiner Scheidhauer | Kreidler     | +1' 06" 0 | 6     |
| 6   | Jacky Hutteau      | ABF          | +1' 07" 0 | 5     |
| 7   | Ezio Saffiotti     | Paolucci     | +1' 13" 0 | 4     |
| 8   | Patrick Plisson    | ABF          | +1' 21" 8 | 3     |
| 9   | Wolfgang Müller    | Kreidler     | +1' 23" 2 | 2     |
| 10  | Hagen Klein        | Hess Spezial | +1' 23" 5 | 1     |
| 11  | Walter Rapolani    | Kreidler     | +1' 27" 5 |       |
| 12  | Pascal Kambourian  | Kreidler     | +1' 28" 7 |       |
| 13  | Günter Schirnhofer | Kreidler     | +1' 32" 5 |       |
| 14  | Theo Timmer        | Bultaco      | +1' 38" 1 |       |
| 15  | Gerhard Waibel     | Kreidler     | +1' 57" 4 |       |
| 16  | Yves Le Toumelin   | Kreidler     | +1' 57" 5 |       |
| 17  | Jean Marc Torro    | Morbidelli   | +1' 58" 9 |       |
| 18  | Joaquín Galí       | Bultaco      | +1 giro   |       |
| 19  | Bruno di Carlo     | MDC          | +1 giro   |       |
| 20  | Otto Machinek      | Kreidler     | +1 giro   |       |
| 21  | Chris Baert        | Kreidler     | +1 giro   |       |
| 22  | Gerhard Bauer      | Kreidler     | +1 giro   |       |
| 23  | Henrique Sande     | Bultaco      | +1 giro   |       |
| 24  | Alain Hannecart    | Kreidler     | +1 giro   |       |
| 25  | Hans-Jürgen Hummel | Kreidler     | +2 giri   |       |
| 26  | Claudio Granata    | UFO-MBA      | +2 giri   |       |

### Ritirati
| Pilota             | Moto     | Motivo ritiro |
| ------------------ | -------- | ------------- |
| Peter Looijesteijn | Kreidler |               |
| Raymond Duriez     | Kreidler |               |
| Ricardo Tormo      | Bultaco  |               |
| Claudio Lusuardi   | Bultaco  |               |
| Aldo Pero          | Kreidler |               |
| Rudolf Kunz        | Kreidler |               |
| Daniel Corvi       | Kreidler |               |
| Gerhard Singer     | Kreidler |               |
| Paolo Priori       | Derbi    |               |
| Ramón Galí         | Bultaco  |               |

### Non qualificati
| Pilota                | Moto     |
| --------------------- | -------- |
| Stefan Danielsson     | Kreidler |
| Klaus Kull            | Kreidler |
| Gilbert Blanckaert    | Yamaha   |
| Michel de Poligny     | Kreidler |
| Henri Laporte         | Kreidler |
| Jean-François Verdier | Kreidler |
| Ove Skifjeld          | Kreidler |
| Mika Sakari Komu      | Kreidler |

## Classe sidecar B2B
Per le motocarrozzette "moderne" si trattò della 5ª gara effettuata dall'istituzione della classe.
Pole position e giro più veloce di Rolf Biland/Kurt Waltisperg (LCR-Yamaha).

### Arrivati al traguardo
| Pos | Pilota          | Passeggero          | Moto           | Tempo    | Punti |
| --- | --------------- | ------------------- | -------------- | -------- | ----- |
| 1   | Rolf Biland     | Kurt Waltisperg     | LCR-Yamaha     | 40'14"7  | 15    |
| 2   | Bruno Holzer    | Karl Meierhans      | LCR-Yamaha     | 40'44"35 | 12    |
| 3   | Derek Jones     | Brian Ayres         | Daytona-Yamaha | 41'38"09 | 10    |
| 4   | Yvan Trolliet   | Marc Petel          | Seymaz-Yamaha  |          | 8     |
| 5   | Peter Frick     | Christoph Flückiger | BEO-Yamaha     |          | 6     |
| 6   | Gérard Lebœuf   | Michel Guitel       | Yamaha         |          | 5     |
| 7   | Rudolf Reinhard | Karin Sterzenbach   | GEP-Yamaha     |          | 4     |
| 8   | Claude Bay      | Patrick Rossi       | GEP-Yamaha     |          | 3     |
| 9   | Heinz Thevissen | Lothar Klein        | HTS-Yamaha     |          | 2     |